# 倉本ひとみ
倉本 ひとみ（くらもと ひとみ、6月5日 - 2021年5月19日）は、日本の女性シンガーソングライター。北海道室蘭市出身。血液型A型。

## 来歴
10歳の時、両親に連れられて行ったコンサートホールでマル・ウォルドロンのピアノを聴き衝撃を受ける。音楽好きな母親の影響で、アレサ・フランクリンやディオンヌ・ワーウィック等のR&Bの音楽を聴き始める。12歳で作詞・作曲・歌を始め、16歳にはオルガンの弾き語りでヤマハポピュラーソングコンテストに出場し、楽曲「円舞曲」、17歳には「愛はゲーム」で二度北海道代表を獲得し、つま恋全国大会に出場。協賛賞受賞。
19歳の時にバンド「3.2.5」を結成。各コンテストでグランプリを続々受賞。その後、｢Han-na｣に改名。1989年に「Han-na」でビクター・エンターテインメントからメジャーデビュー。1991年解散後は中京テレビのバラエティー情報番組「ラジオデごめん」のパーソナリティ・文化放送・FMラジオのパーソナリティを務める傍ら、桑田佳祐、原由子のコンサートにバックコーラスとして参加。
1992年に星勝と出会い作詞作曲を再開。1994年ソニー・レコードからソロデビューを果たした。2000年には音楽制作会社「（有）WakKa Music（ワッカ・ミュージック）」を設立する。2003年からアスキーとWeb現代（講談社）のコラボ企画、Internet Radio「ラジアット」で5本の番組をプロデュース。2004年にインディーズアーティスト達を取り上げるイベント「Nakiez」をスタートさせWeb現代、アスキー、プライムディレクション（エイベックス）と提携し、全国展開した。
2005年から2010年までは、全国のライブハウス30店以上が「Nakiez」に参加し、決勝大会でオンエアイースト、大阪バナナホールで大盛況を収める。2010年12月に介護のため帰郷し、活動停止する。2020年にヒトミィク（hitomk）として活動再開をする。同時に休眠させていた音楽制作会社「WakKa Music」を再開。2021年5月、約5年の闘病の末に亡くなったこと、ヒトミィクが2019年の余命宣告後の活動であったことが公式サイトにて公表される。

## ディスコグラフィー

### 倉本ひとみ

#### シングル
- 1994.6.22  神に会ったよ ＜SRDL-3823＞

1. 神に会ったよ
2. だから私は一人で泣かない

#### アルバム
- 1994.7.21  Water ＜SRCL-2948＞

1. 神に会ったよ
2. オモチャ
3. CHART
4. 九月のハーフムーン
5. だから私は一人で泣かない
6. ことづて
7. 耳を澄ましてみたんだ
8. なんとなく,さよなら
9. 丘へ帰ろう

### ヒトミィク

#### シングル
- 2021.2.22  CONCIENCIA / Good-bye（朱鷺 Toki-Iro） ＜OPT-1001＞

1. CONCIENCIA
2. Good-bye (朱鷺 Toki-Iro)

#### アルバム
- 2021.11.24 Proof of Life＜OPT-1101＞

1. 果実ホロ苦く（feat. Katz Hoshi）
2. CONCIENCIA
3. Pinky
4. Good-Bye（瑠璃 Ruri-Iro）
5. Proof
6. My life, Idecide it
7. カサブランカ
8. 奔るオンナ
9. Terminal
10. Hummingbird

#### 音楽配信
- 2021.1.12 CONCIENCIA / Good-bye（瑠璃 Ruri-Iro）

1. CONCIENCIA （Streeming ver.）
2. Good-bye （瑠璃 Ruri-iro）

- 2021.3.25

1. Proof